# Nathanael West
Nathanael West (nom de naixement: Nathan Weinstein; Nova York (Nova York), 17 d'octubre de 1903 - El Centro, Califòrnia, 22 de desembre de 1940), va ser un novel·lista i guionista estatunidenc pertanyent a la Generació perduda. Autor de només quatre novel·les, va morir d'accident de trànsit als 37 anys.

## Vida
Nathan Weinstein va néixer al si d'una família de jueus emigrats a Nova York procedents de la que avui és la capital de Lituània, Kaunas. Va aconseguir accedir a la Universitat de Brown després de fer-se passar pel seu cosí, que es deia igual. Un cop graduat, va viatjar a París, on va decidir canviar-se el nom pel qual és conegut, Nathanael West. L'estada a París va durar només tres mesos, ja que va haver de tornar a Nova York per treballar al negoci familiar dedicat a la construcció. També va trobar feina com a recepcionista de nit d'un hotel de Manhattan (Hotel Kenrome Hall), experiència que, a banda de servir-li de font d'anècdotes que acabarien reflectides a les seves novel·les, li va permetre temps lliure per dedicar-se a l'escriptura.
Cap de les seves novel·les va gaudir d'èxit comercial en vida, per la qual cosa va intentar guanyar diners com a guionista de Hollywood. El 22 de desembre de 1940, l'endemà de la mort de Francis Scott Fitzgerald, amic seu, West i la seva dona Eileen McKeeney tornaven d'un viatge en cotxe a Mèxic quan va saltar-se un senyal d'estop d'una cruïlla de El Centro, causant la mort de tots dos.

## Obra

### Novel·les
- 1931 The Dream Life of Balso Snell - en català: La vida somni de Balso Snell (traduït per Ruy D'Aleixo)
- 1933 Miss Lonelyhearts
- 1934 A Cool Million - en català: Un milió pelat (traduït per Ramon Folch i Camarasa)
- 1939 The Day of the Locust

### Obres de teatre
- 1934 Even Stephen (amb S. J. Perelman)
- 1938 Good Hunting (amb Joseph Schrank)

### Narracions
- Western Union Boy
- The Imposter